# Hiroaki Mitsuya
Hiroaki Mitsuya (japanisch 満屋 裕明, Mitsuya Hiroaki; * 1950 in Sasebo) ist ein japanischer Virologe, der an der Entwicklung des HIV-Medikaments Azidothymidin (AZT) beteiligt war.
Mitsuya studierte Medizin an der Universität Kumamoto, an der er auch promovierte (M.D., Ph.D.) und eine Facharztausbildung in Onkologie, Hämatologie und Immunologie erhielt. Ab 1982 war er als Virologe am National Cancer Institute (NC), an dem er bald darauf das HIV-Medikament AZT mit Samuel Broder und Robert Yarchoan entwickelte. Von ihm stammt die ursprüngliche Identifizierung (1985) von AZT als wirksam gegen HIV beim systematischen Test bekannter Virostatika. Er entwickelte auch das dazu nötige in vitro Testsystem mit menschlichen T-Zellen als Zielzellen des Virus. Seit 1991 leitete er die Abteilung experimentelle Retrovirologie am NCI. Er war auch Professor an der Universität Kumamoto.
Er war auch an der Entwicklung der HIV Medikamente Didanosin und Zalcitabin  beteiligt.
2007 erhielt Mitsuya den Keio Medical Science Prize, 2014 den Asahi-Preis.